# András Rédli
András Rédli (ur. 21 października 1983 w Tapolcy) – węgierski szpadzista, brązowy medalista olimpijski i pięciokrotny medalista mistrzostw świata.
Podczas igrzysk olimpijskich w Rio de Janeiro w 2016 roku reprezentanci Węgier w składzie: Géza Imre, András Rédli, Péter Somfai i Gábor Boczkó wywalczyli brązowy medal drużynowo. W rywalizacji indywidualnej zajął tam 28. pozycję.
Na mistrzostwach świata w Antalyi w 2009 roku wywalczył srebrny medal w zawodach drużynowych. W tej samej konkurencji Węgrzy z Rédlim w składzie zdobywali następnie brązowe medale na mistrzostwach świata w Paryżu (2010) i mistrzostwach świata w Kijowie (2012) oraz złoty podczas mistrzostw świata w Budapeszcie (2013). Ponadto zdobył brązowy medal indywidualnie podczas mistrzostw świata w Lipsku w 2017 roku, gdzie wyprzedzili go tylko Włoch Paolo Pizzo i Nikolai Novosjolov z Estonii.
Kilkukrotnie zdobywał również medale mistrzostw Europy, w tym złote: indywidualnie na ME w Strasburgu (2014) oraz drużynowo podczas ME Płowdiwie (2009) i ME Lipsku (2010).